# Ядрански дворец
Ядранският дворец (на хърватски: Palača Jadran) е исторически и архитектурен паметник в Риека, Хърватия. Името идва от хърватското название на Адриатическо море - Jadran. Познат е още като Адриа (на италиански: Palazzo della Società-marittima Adria).

## История
Подготовката за строежа на двореца започва през 1894 г. Поръчката за архитектурния план и скиците за новата сграда е отправена към виенския архитект Вилмос Фрьонд (Vilmos Freund). Предвидено е дворецът да подслони централния офис на корабната компания „Adria“ (на италиански: Società Anonima di Navigazione Marittima Adria), създадена през 1882 г. от унгарско-американски предприемачи. Затова според желанието на собствениците зданието се предвиждало да съчетава административни и търговски функции - пощенска служба на първия етаж, офиси на двата следващи етажа, и удобни апартаменти за мениджърите и останалите чиновници на последните два етажа. Тази пететажна сграда е проектирана с правоъгълна форма и вътрешен двор във вид на галерия. Жилищата са снабдени с бани с вани и стаи за прислугата. На покрива Фрьонд планира кула в стил необарок, каквито по същото време е модерно да се строят в Будапеща, Виена, Загреб.
В планирането на сградата се включват също архитектите Франческо Матиаси (Francesco Mattiassi} и Джакомо Заматио (Giacomo Zammattio).
Одобреното място за новата сграда се намира между крайбрежната улица до пристанището на Риека (градът по това време все още се нарича Фиуме) и парка на императрица Елизабет, оформен на мястото на разрушения през 1895 г. бивш губернаторски дворец.

## Архитектура
Ядранският дворец се отличава с монументалната си фасада и елегантните си и хармонично подбрани скулптурни елементи. От страната, която гледа към морето и пристанището, сградата е украсена с високи колони с алегорически скулптури на моряци. Другата страна на зданието излиза на Ядранския площад и там също са поставени четири солидни колони, увенчани със скулптури. Пред главния портал се извисяват две над 3-метрови статуи на Титан и Гигант. Те са дело на скулптора Себастиано Бономи (Sebastiano Bonomi) от 1895 г.

## Преустройства
Неколкократно сградата претърпява по-сериозни или дребни ремонти. Така например през 1896 г. са монтирани два асансьора – пътнически и товарен, производство на миланската фирма „A. Stigler“.
В края на Първата световна война сградата е слабо повредена и се налагат козметични ремонти.
След Втората световна война е поставен нов, по-голям централен асансьор. През 50-те години на XX в. са направени приемни и нови стенни декорации.
През 1947 г. е основана нова корабна компания под името „Jadrolinija“ и по случай 60-годишния си юбилей през 2007 г. тя прави основно обновяване на външния вид на двореца. Значителни финансови средства са отделени за почистване на скулптурите, които са много поредени през годините поради атмосферните условия.
Днес Ядранският дворец е отворен за посещения на туристи.